# Щепин-Оболенский, Фёдор Никитич
Фёдор Никитич Щепин-Оболенский — князь, сын боярский, стольник и голова на службе у Московских князей Василия III и Ивана Грозного.

## Происхождение и семья
Один из представителей княжеского рода Щепиных-Оболенских, отрасли князей Оболенских. Рюрикович в XX поколении. Внук основателя рода Щепиных Дмитрия Семёновича Оболенского-Щепы. Старший сын Никиты Дмитриевича Щепина-Оболенского и Марфы, дочери Михаила Ивановича Травина-Шарапа, имел брата Петра.

## Служба
В январе 1531 году, как один из голов, послан в Каширу для защиты от крымского ханства. 
Чин стольника получил в 1546 году. 
В июле 1547 года во время Коломенского похода Ивана Грозного состоял среди рынд в свите.